# Antonio Lia
Antonio Lia (Specchia, 10 giugno 1942) è un politico italiano.

## Biografia
Esponente della Democrazia Cristiana e, dal 1994, del Partito Popolare Italiano, ricoprì la carica di deputato per tre legislature, venendo eletto alle politiche del 1987 (67.392 preferenze), alle politiche del 1992 (28.516 preferenze) e alle politiche del 1994.
A livello amministrativo, fu sindaco di Specchia dal 1985 al 1993 e di nuovo dal 1999 al 2008.